# Плужанська волость
Плужанська волость, (Плужнянська) — історична адміністративно-територіальна одиниця Острозького повіту Волинської губернії Російської імперії. Волосний центр — село Плужне.

## Історія
Плужанська волость існувала у XIX — до 1923 року XX століття. До кінця 1920 року волость входила до складу Острозького повіту.
18 березня 1921 року, після підписання мирної угоди («Ризький мир») між РРФСР і УСРР, з одного боку, та Польщею — з другого, був прокладений новий державний кордон, який поділив Волинську губернію на дві частини — до Польщі відійшли 6 повітів губернії, а також 5 волостей Острозького повіту, інші дев'ять волостей, у тому числі Плужанська, відійшли до Заславського повіту УСРР.
7 березня 1923 року замість повітів і волостей був запроваджений поділ губерній на округи та райони. Волость увійшла до складу Плужнянського району, Шепетівської округи.
Зараз територія колишньої волості знаходиться в межах Ізяславського району, Хмельницької області.

## Адміністративний устрій

### Дані на 1885 рік
Станом на 1885 рік складалася з 9 поселень, 6 сільських громад. Населення — 7161 особа (3568 чоловічої статі та 3593 — жіночої), 475 дворових господарств.
|                     | Площа, десятин | У тому числі орної, десятин |
| ------------------- | -------------- | --------------------------- |
| Сільських громад    | 4639           | 2952                        |
| Приватної власності | 3124           | 2150                        |
| Казенної власності  | —              | —                           |
| Іншої власності     | 149            | 91                          |
| Загалом             | 7912           | 5193                        |

Основні поселення волості:
- Плужне — колишнє власницьке село за 18 верст від повітового міста Острог, 2009 осіб, 169 дворів, православна церква, католицька каплиця, школа, постоялий двір, шинок, крамниця (лавка), 2 водяних млини, лісопильний завод.
- Дертка — колишнє власницьке село, 135 осіб, 15 дворів, постоялий двір, водяний млин, смоляний завод.
- Добрин — колишнє власницьке село, 645 осіб, 78 дворів, православна церква, школа, постоялий двір.
- Майдан — колишнє власницьке село, 135 осіб, 10 дворів, постоялий двір, водяний млин, пивоварний завод.
- Мала Радогощ — колишнє власницьке село, 80 осіб, 7 дворів, православна церква, постоялий двір, водяний млин.
- М'якоти — колишнє власницьке село, 1175 осіб, 115 дворів, православна церква, школа, постоялий двір, 2 водяних млини.

### Дані на 1906 рік
Станом на 1906 рік волость налічувала 31 поселення: в тому числі 5 сіл, 12 селищ, 6 колоній, 8 хуторів, фільварків і урочищ. Населення становило — 14160 осіб. Поселення налічували — 2544 дворових господарств.
| № з/п | Назва                 | Статус                  | Число дворів | Число жителів |
| ----- | --------------------- | ----------------------- | ------------ | ------------- |
| 1     | Плужне                | село, волосне правління | 434          | 2302          |
| 2     | Борисів               | село                    | 550          | 2899          |
| 3     | Більчин               | село                    | 151          | 643           |
| 4     | Гнійниця              | село                    | 191          | 1010          |
| 5     | М'якоти               | село                    | 329          | 1767          |
| 6     | Болотинь              | селище                  | 75           | 710           |
| 7     | Бродок                | селище                  | 9            | 54            |
| 8     | Війтівці              | селище                  | 58           | 430           |
| 9     | Дертка                | селище                  | 31           | 464           |
| 10    | Калетинці             | селище                  | 41           | 184           |
| 11    | Майдан                | селище                  | 40           | 565           |
| 12    | М'якітський-Клиновець | селище                  | 12           | 60            |
| 13    | Радогощ Мала          | селище                  | 43           | 237           |
| 14    | Сивір                 | селище                  | 21           | 214           |
| 15    | Співак                | селище                  | 18           | 71            |
| 16    | Сторониче             | селище                  | 51           | 323           |
| 17    | Хотень                | селище                  | 220          | 760           |
| 18    | Кустарна (Сторониче)  | колонія                 | 42           | 236           |
| 19    | Лелева                | колонія                 | 26           | 144           |
| 20    | Лісна                 | колонія                 | 52           | 267           |
| 21    | Михайлівка            | колонія                 | 48           | 264           |
| 22    | Станіславівка         | колонія                 | 46           | 261           |
| 23    | Ядвігин (Ядвоніно)    | колонія                 | 44           | 233           |
| 24    | Даньковка             | хутір                   | 1            | 10            |
| 25    | Забавка               | хутір                   | 1            | 7             |
| 26    | Копані                | хутір                   | 2            | 7             |
| 27    | Лемеші                | хутір                   | 2            | 7             |
| 28    | Лиски                 | хутір                   | 1            | 3             |
| 29    | Півнева Гора          | хутір                   | 2            | 10            |
| 30    | Нево                  | урочище                 | 1            | 3             |
| 31    | Лиса Гора             | фільварок               | 2            | 15            |